# Arte moçárabe

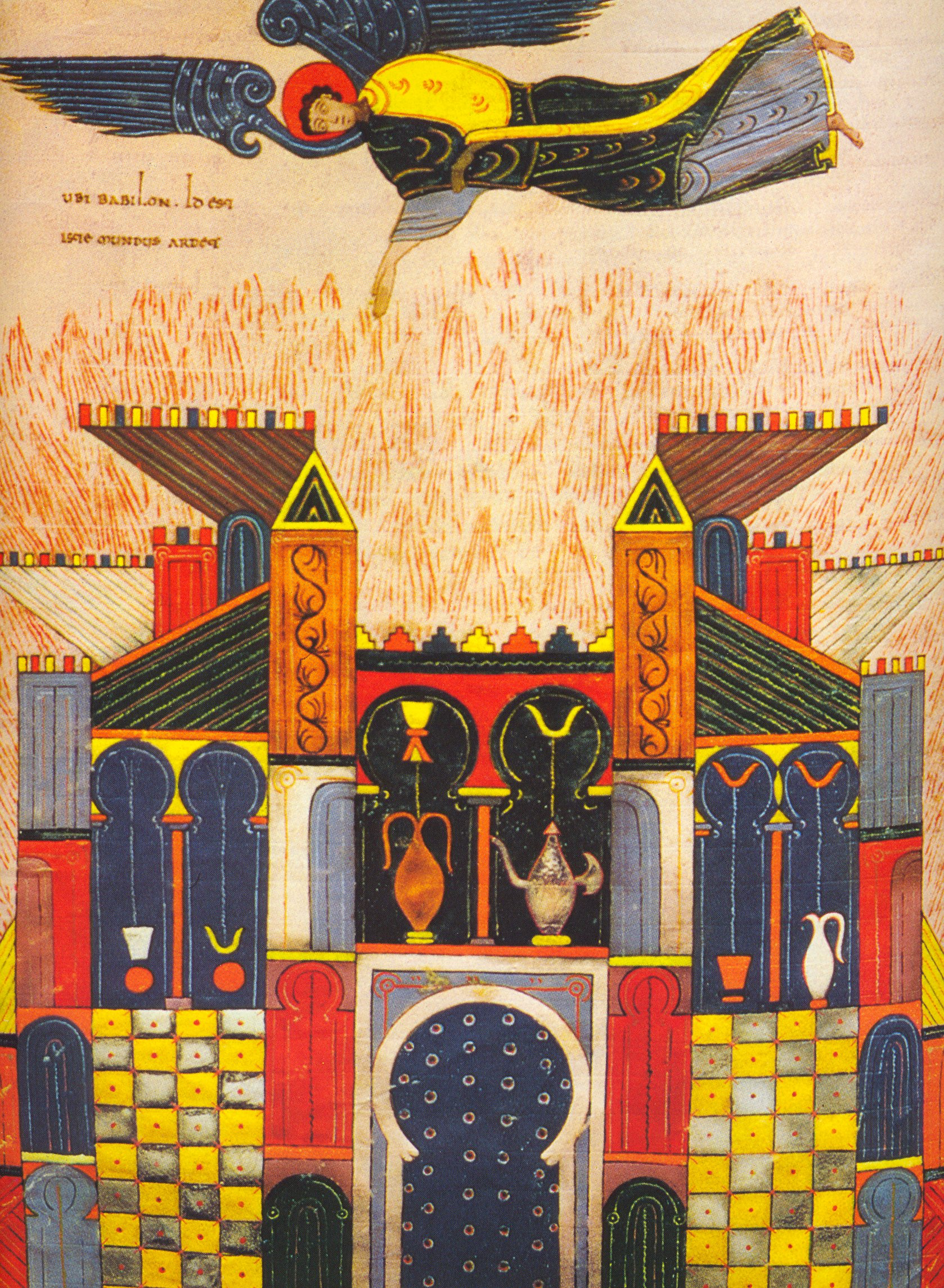
Beatus de Facundus: Julgamento da Babilônia

Arte moçárabe se refere à arte dos moçárabes, cristãos ibéricos que viviam em territórios conquistados pelos muçulmanos do período que vai da invasão pelos árabes da Península Ibérica (711) até o final do século XII, quando eles adotaram alguns costumes árabes, mas sem se converter ao Islã. Contudo, sua estética foi muito influenciada pela dos dominadores islâmicos.

## Literatura
Os principais expoentes da arte são as obras de religiosas de literatura: missais e livros de orações criados nos monastérios. Exemplos dessas iluminuras são: Commentarium in Apocalypsin (Comentário sobre o Apocalipse) do Beato de Liébana, Beato de Facundus ou Beato de Tábara. Toledo e Córdoba foram os mais importantes centros moçárabes.

## Arquitetura
As comunidades moçárabes mantiveram alguns templos visigóticos que eram mais antigos que a ocupação árabe para a prática de seus ritos religiosos e raramente construíram novos templos porque a autorização para sua construção era limitada.
A construção mais importante é a Igreja de Santa María de Melque. Outros são: Mosteiro de San Miguel de Escalada e o Mosteiro de San Juan de la Peña.
As principais características que definem a arquitectura moçárabe são as seguintes:
- grande domínio das técnicas de construção, com a utilização sobretudo de muros de pedra bruta construídos com a técnica denominada soga y tizón[2]
- Ausência ou extrema sobriedade na decoração exterior.
- Diversidade nas plantas, embora a maioria das igrejas moçárabes se distingam pelo seu pequeno tamanho e espaços descontínuos cobertos por abóbadas (com arestas, com nervuras, com abóbada em cruz califal. [3]
- Utilização de arcos de ferradura de estilo islâmico, muito estreitos e elevados em dois terços do raio.
- Utilização do alfiz (a moldura quadrangular, muitas vezes decorada, que envolve a parte exterior de um arco).
- Utilização de colunas como suporte, terminadas por um capitel coríntio decorado com elementos vegetais altamente estilizados.
- Calhas salientes apoiadas em suportes.

## Galeria

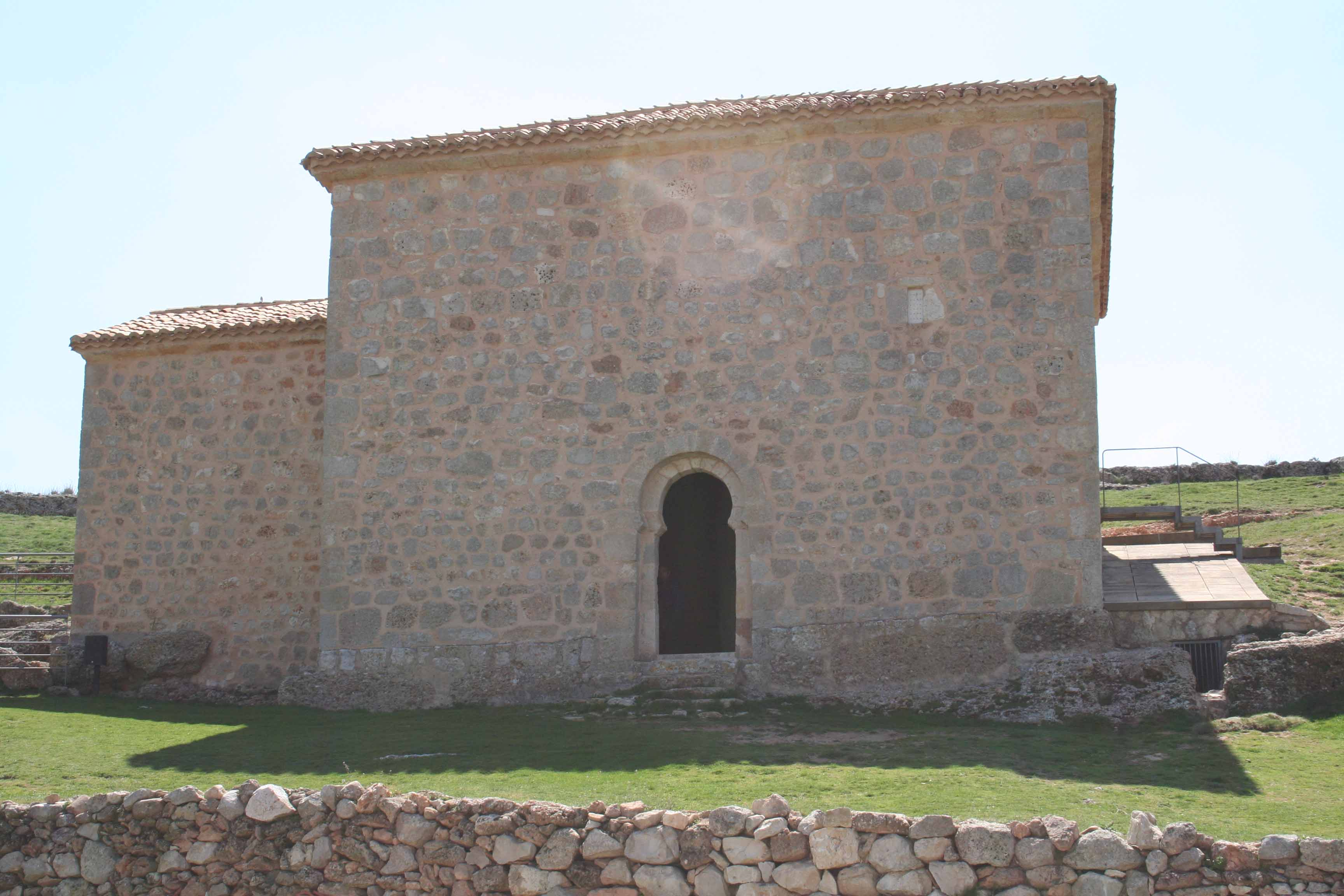
San Baudelio de Berlanga, Soria.
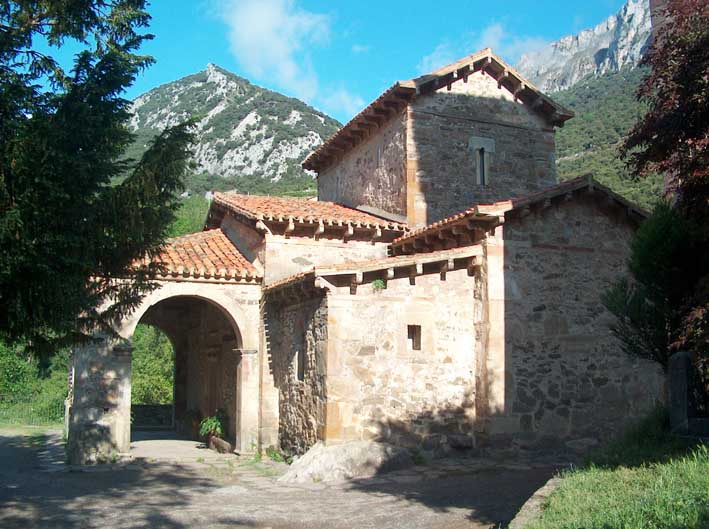
Santa María de Lebeña, Cantabria.
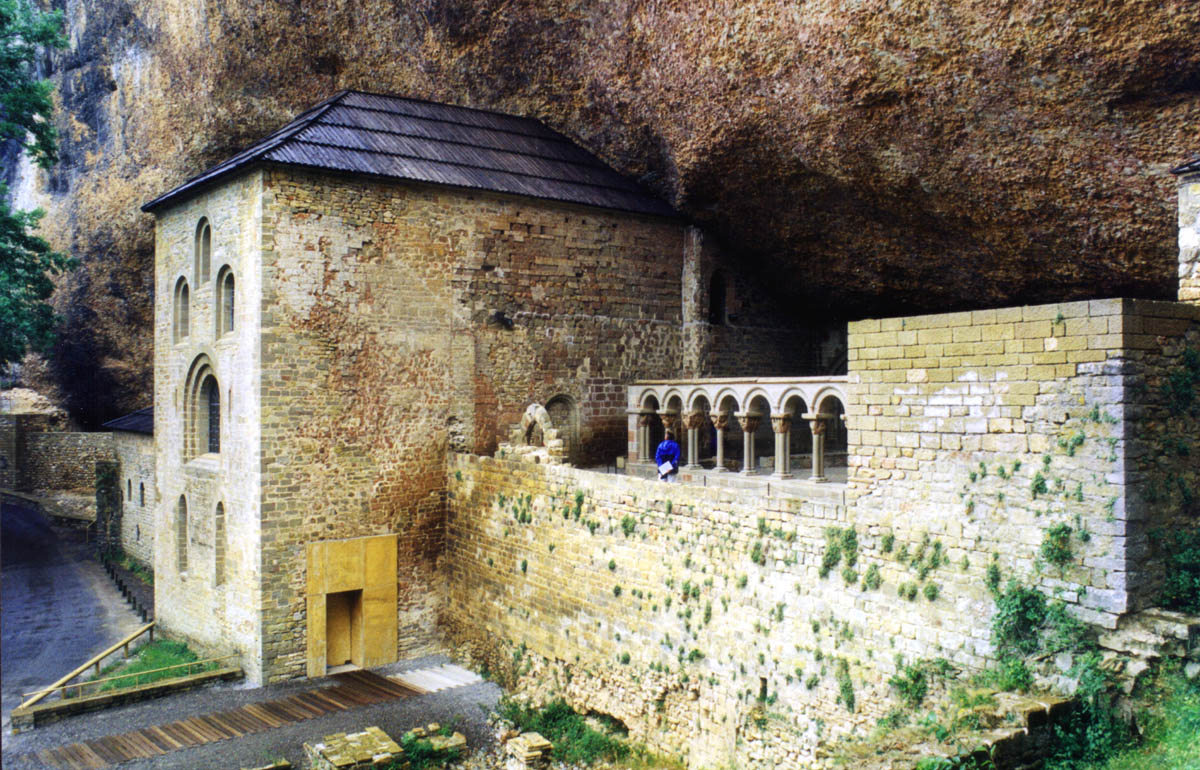
San Juan de la Peña, Aragão
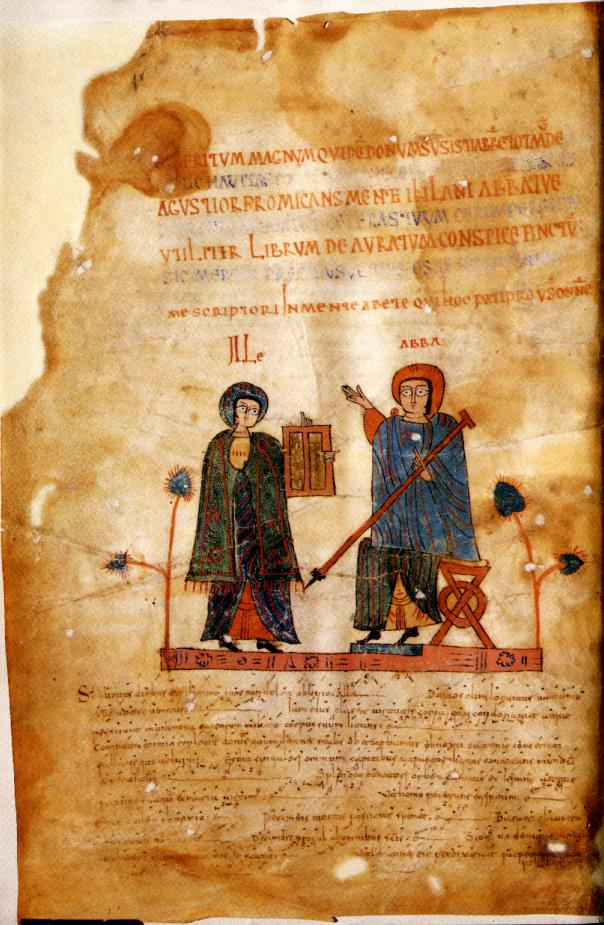
Anifonário de Leão, século XI
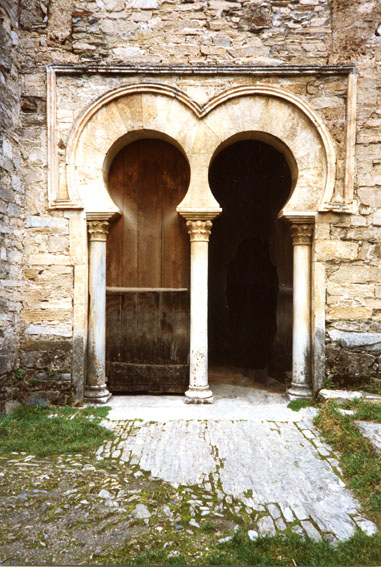
Arcos moçárabes de Santiago de Peñalba (Leão)
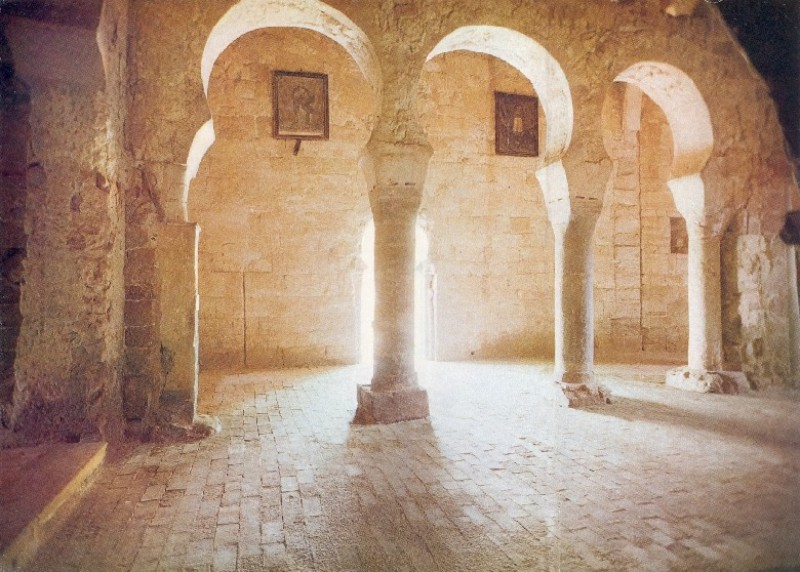
Interior de San Millán de Suso (La Rioja)
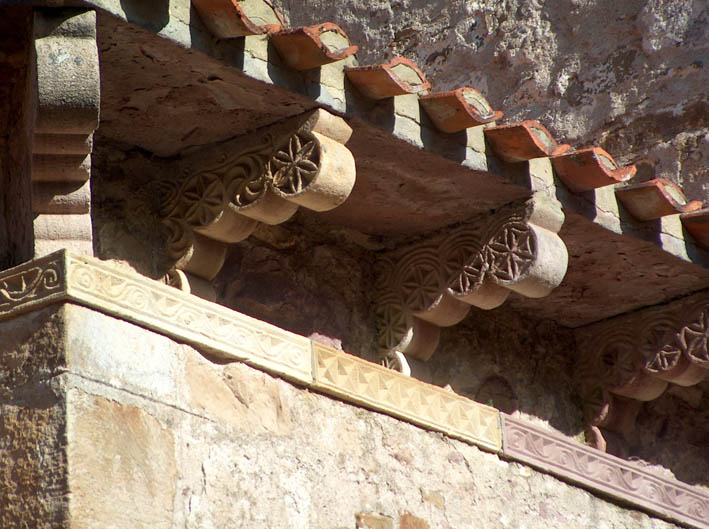
Santa María de Lebeña (Cantabria)
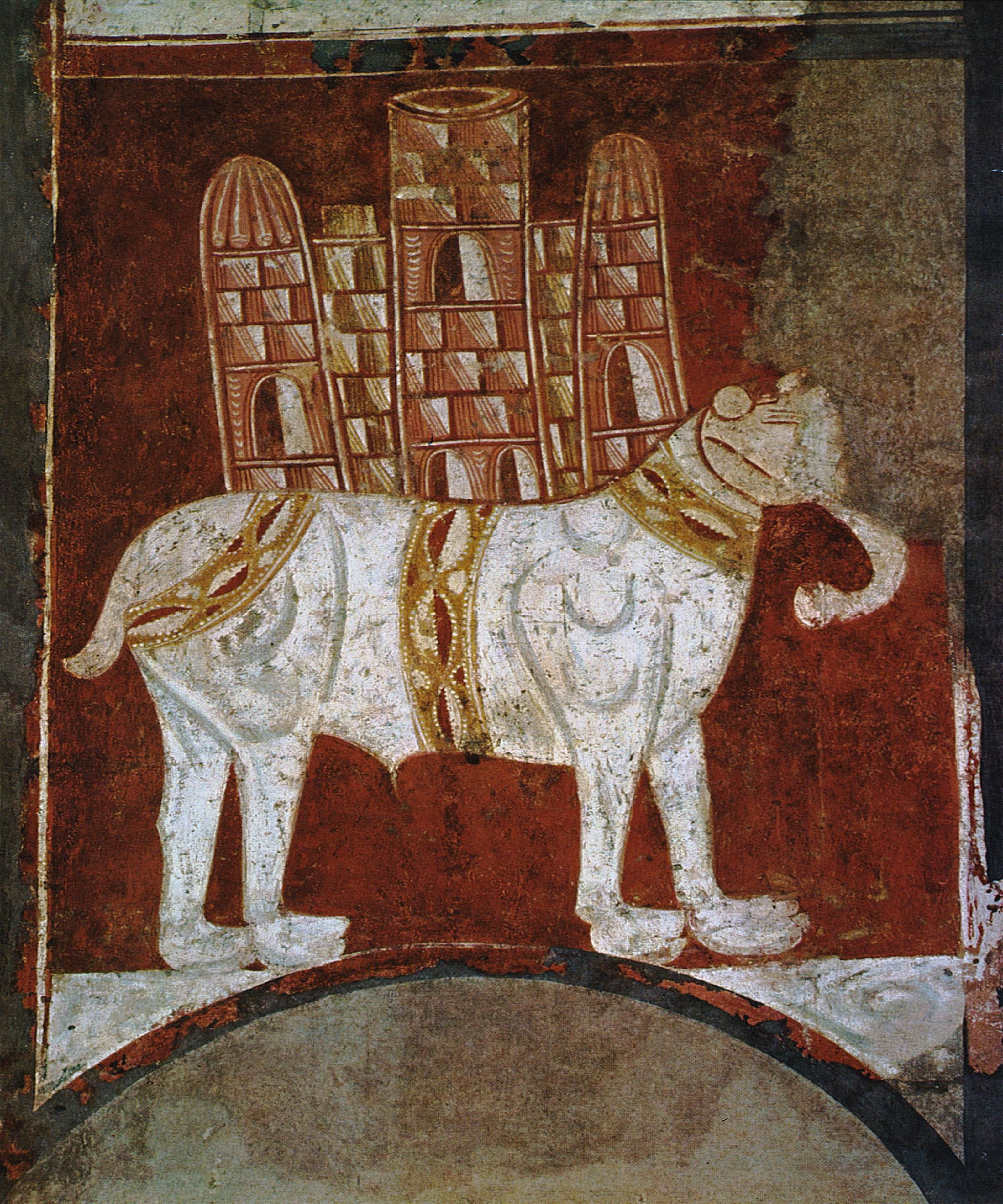
Pintura de San Baudelio de Berlanga (Soria)
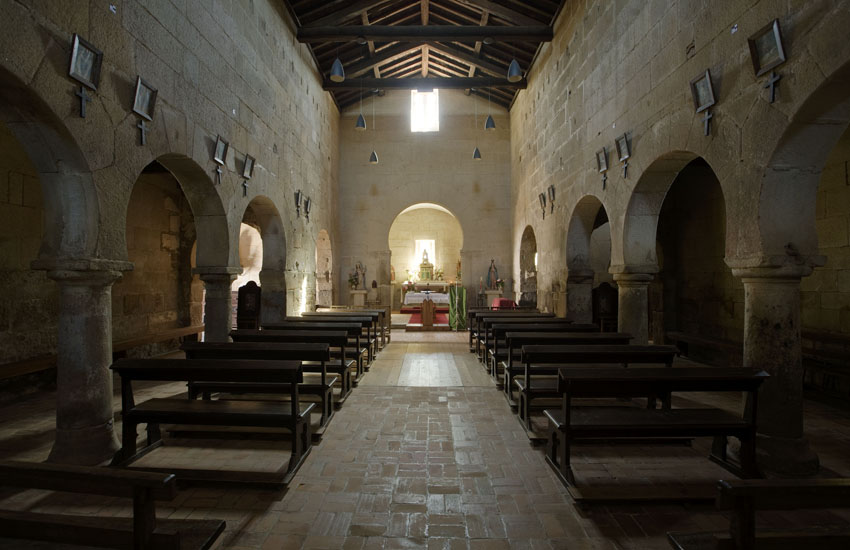
Igreja Matriz de Lourosa, Portugal
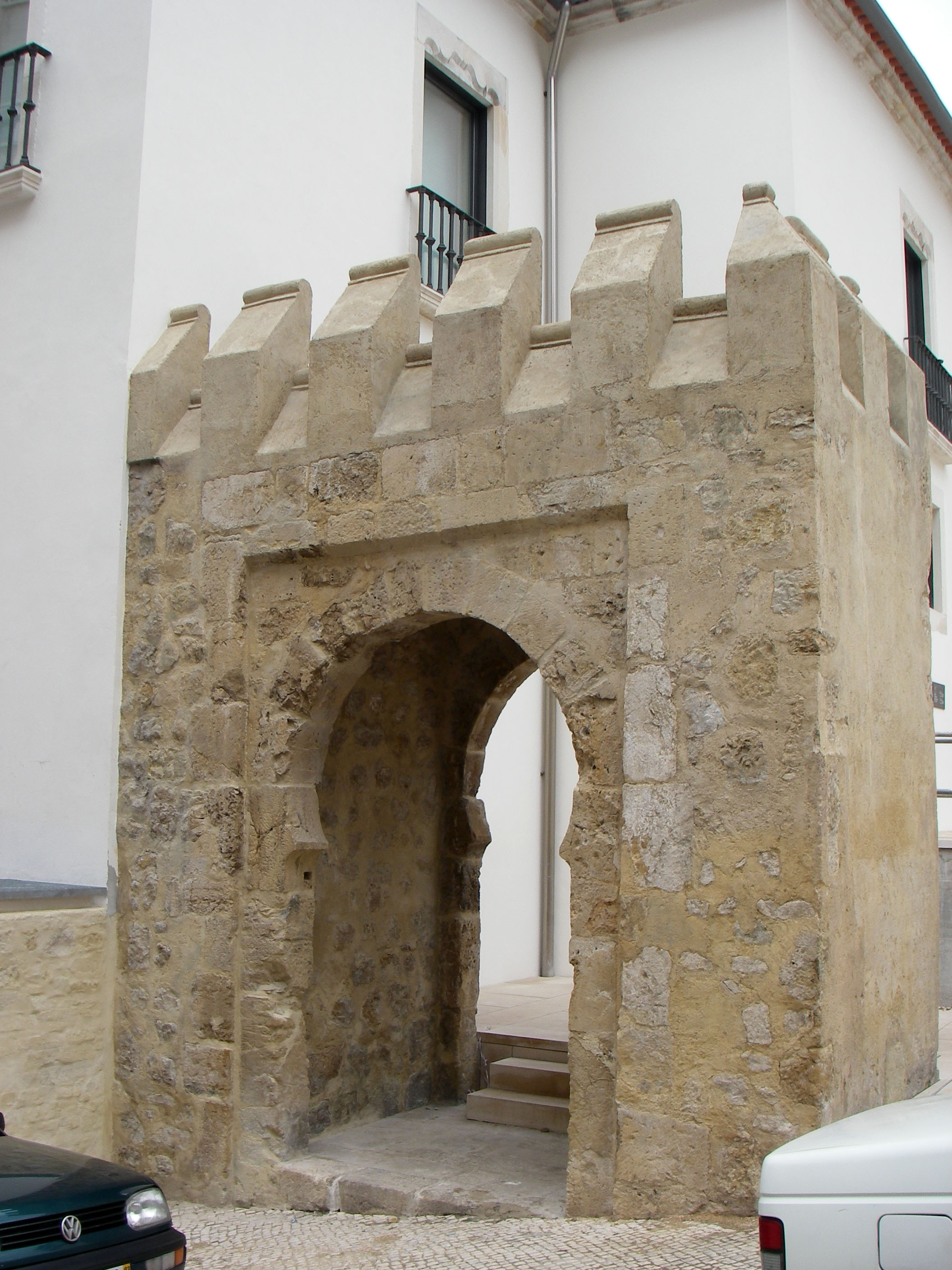
Porta moçárabe, Museu Machado de Castro, Portugal
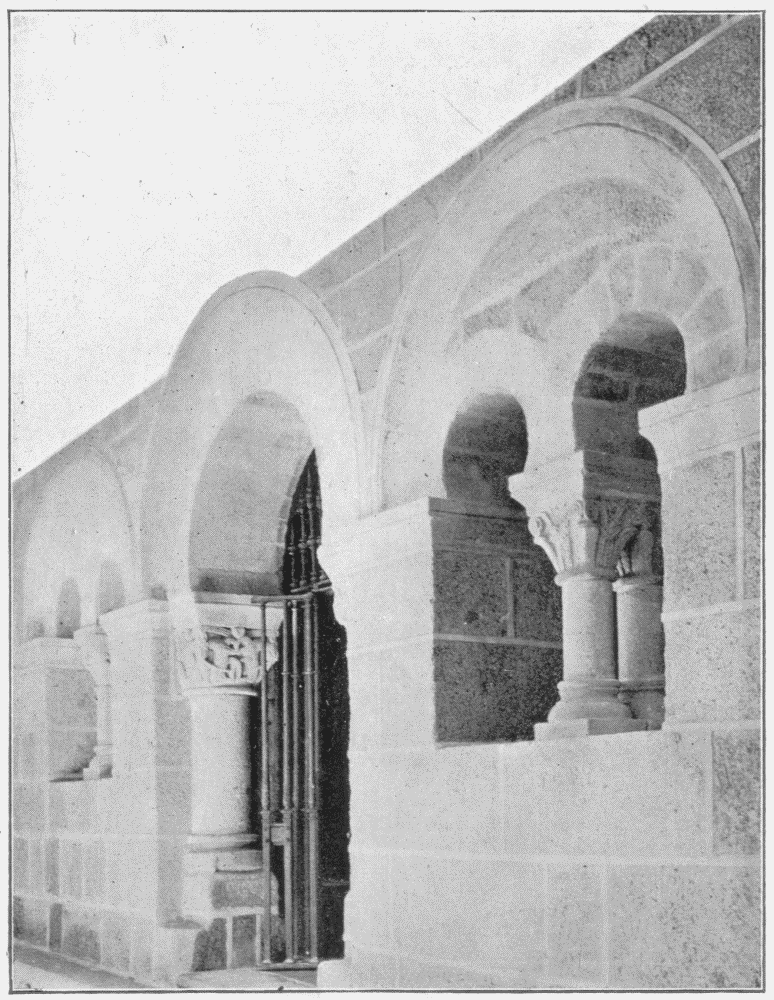
Portal da sala do capítulo, Museu de Alberto Sampaio, Portugal